# Graphosia hampsoni
Graphosia hampsoni là một loài bướm đêm thuộc phân họ Arctiinae, họ Erebidae.